# Chico Xavier
Chico Xavier, Francisco Cândido Xavier (Minas Gerais, 1910. április 2. – Uberaba, 2002. június 30.) brazil médium és író. A spiritualista mozgalom egyik brazíliai vezetője. Daniel Filho rendezésében életéről film is készült.

## Magyarul megjelent művei
- Keresztényi napi bölcseletek. A szellemvilágból diktálta André Luiz; eszperantóból ford. Szabadi Tibor J.; Nemzetközi Spiritiszta Tanács, Brasília, 2008
- Az otthonunk. André Luiz szellemének közvetítésével; eszperantóból ford. Szabadi Tibor J.; Nemzetközi Spiritiszta Tanács, Brasília, 2012
- Zöld jelzés. Szellemvilágból diktálta André Luiz; eszperantóból ford. Szabadi Tibor J.; fordítói, Nagykanizsa, 2017
- Pál és István. Történelmi regény. Szellemvilágból diktálta Emmanuel; eszperantóból ford. Szabadi Tibor J.; fordítói, Nagykanizsa, 2018